# Deudorix mathewi
Deudorix mathewi är en fjärilsart som beskrevs av Druce 1892. Deudorix mathewi ingår i släktet Deudorix och familjen juvelvingar. Inga underarter finns listade i Catalogue of Life.

## Bildgalleri

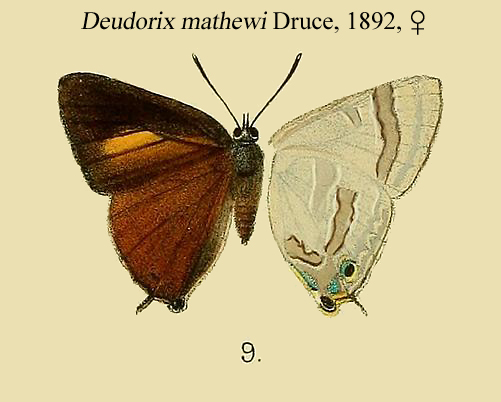